# Ophiopsiella
Ophiopsiella è un genere di pesci ossei estinto, appartenente agli ionoscopiformi. Visse tra il Triassico medio e il Giurassico superiore (circa 240 - 145 milioni di anni fa) e i suoi resti fossili sono stati ritrovati in Europa.

## Descrizione
Questo pesce era lungo tra i 25 e i 35 centimetri, e aveva un corpo fusiforme. Alcune specie di Ophiopsiella (ad esempio O. procera) possedevano una pinna dorsale caratteristica, molto alta anteriormente e acuminata in un lobo costituito da raggi molto allungati; i raggi posteriori erano decrescenti e formavano un lungo bordo obliquo. Altre specie (come O. attenuata) non possedevano i raggi allungati. Le pinne pettorali erano sormontate da cinque scaglie postcleitrali ed erano costituite da una dozzina di raggi segmentati nella parte finale. La pinna pelvica è poco sviluppata e costituita da soli cinque raggi. La pinna caudale era semieterocerca, con il lobo superiore leggermente più ampio e allungato di quello inferiore. Come le pinne pettorali e pelviche, anche quella caudale era dotata di una serie di fulcri affilati sul margine basale. Le scaglie erano spesse e levigate. La maggior parte della volta cranica era costituita dalle ossa frontali, mentre la sutura frontoparietale era ampiamente sinuosa. 

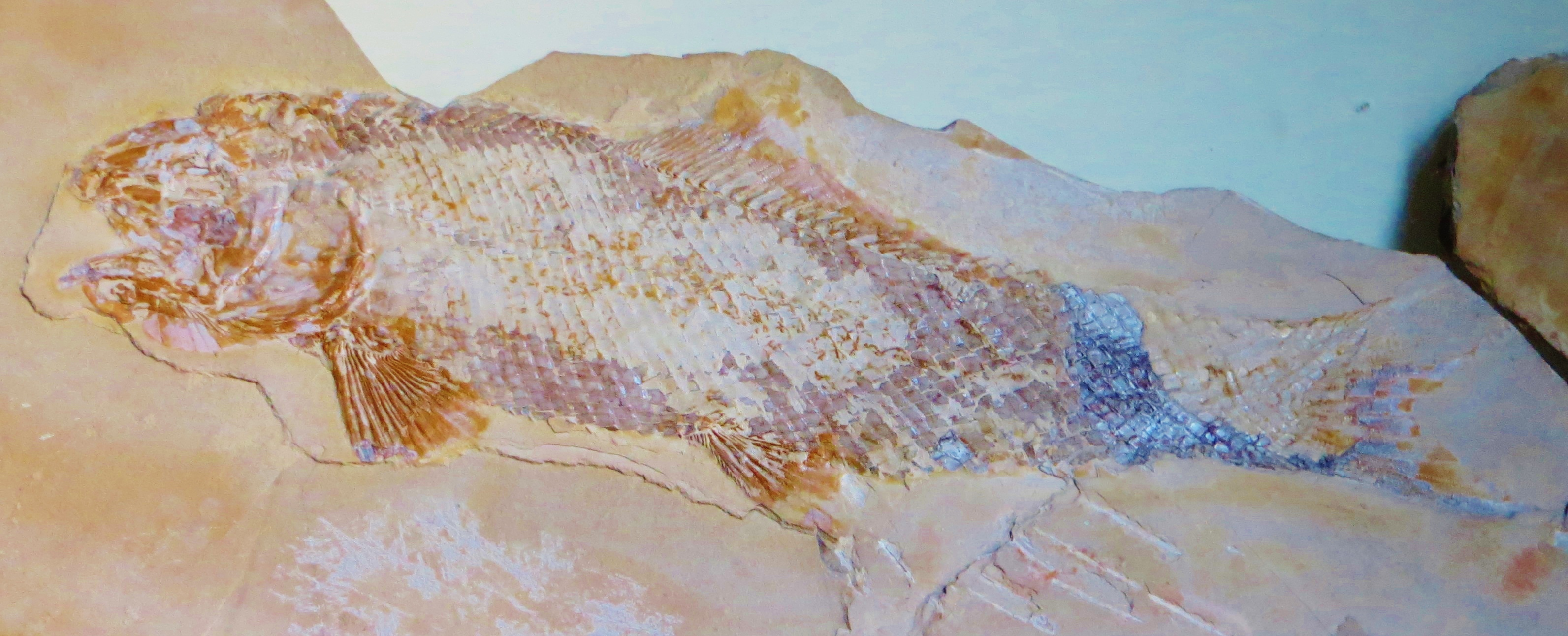
Fossile di Ophiopsiella guigardi

## Classificazione
Il genere Ophiopsiella venne istituito nel 2015 per accogliere numerose specie di pesci ionoscopiformi, un tempo attribuiti al genere Ophiopsis. La specie tipo è Ophiopsiella procera, istituita originariamente da Louis Agassiz nel 1843, Le specie più antiche provengono dall'Italia (O. lariensis, O. lepturus) e risalgono al Triassico medio. Nel corso del Giurassico superiore il genere andò incontro a una notevole radiazione evolutiva e si diffuse ampiamente nei mari bassi di gran parte dell'Europa: si conoscono O. penicillata, O. breviceps, O. dorsalis (tutte dell'Inghilterra), O. procera (Germania), O. guigardi (Francia), O. attenuata (Germania e Francia), O. montsechensis (Spagna).

## Galleria d'immagini

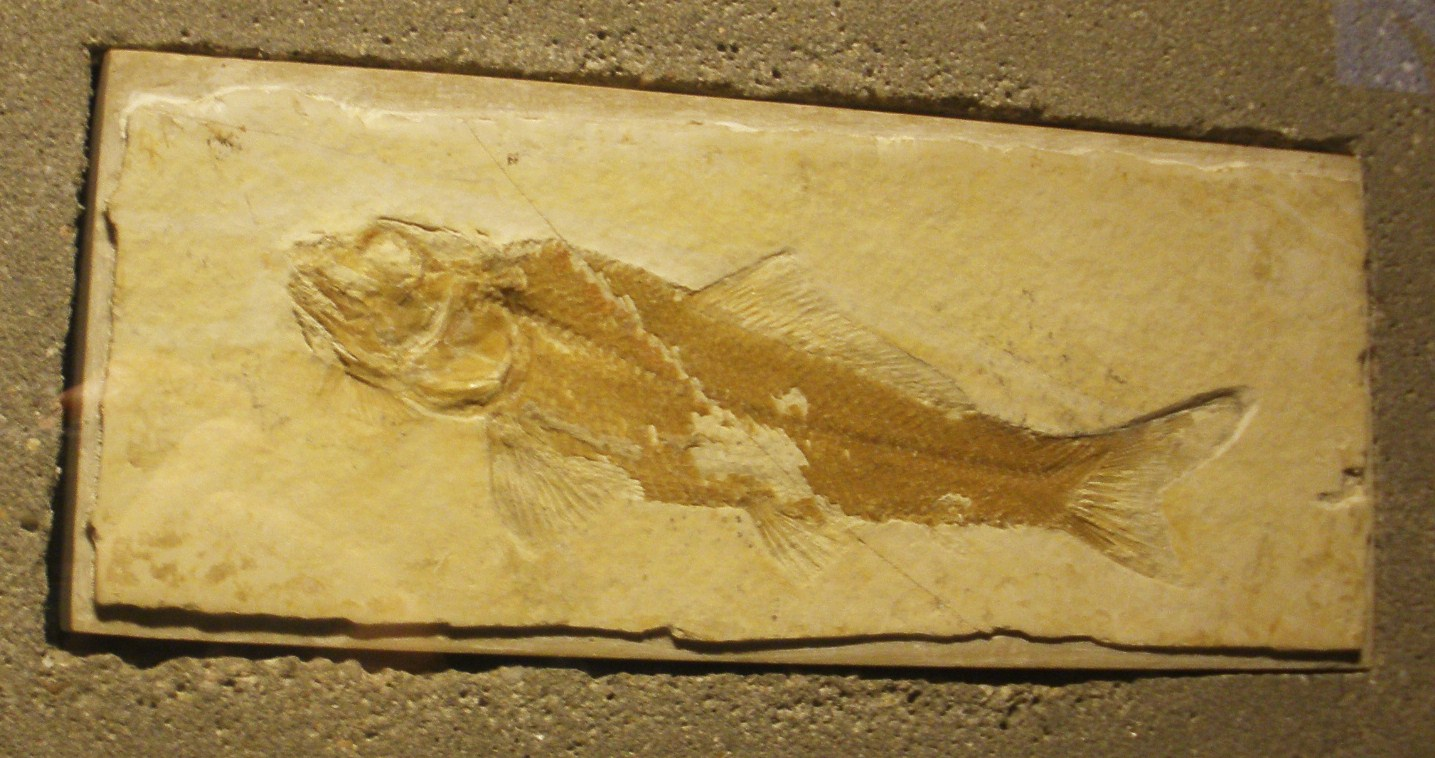
Fossile di Ophiopsiella breviceps
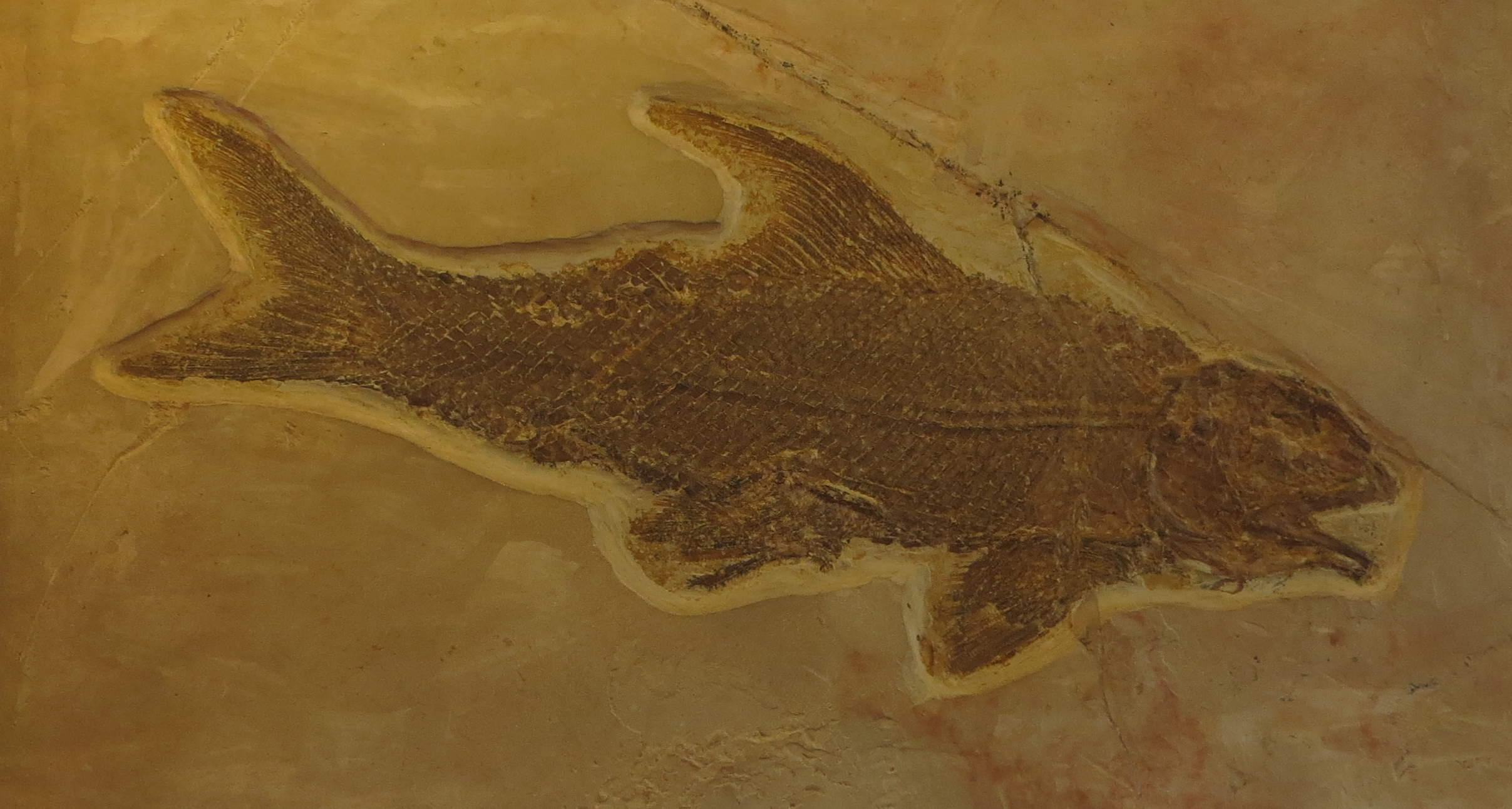
Fossile di Ophiopsiella procera
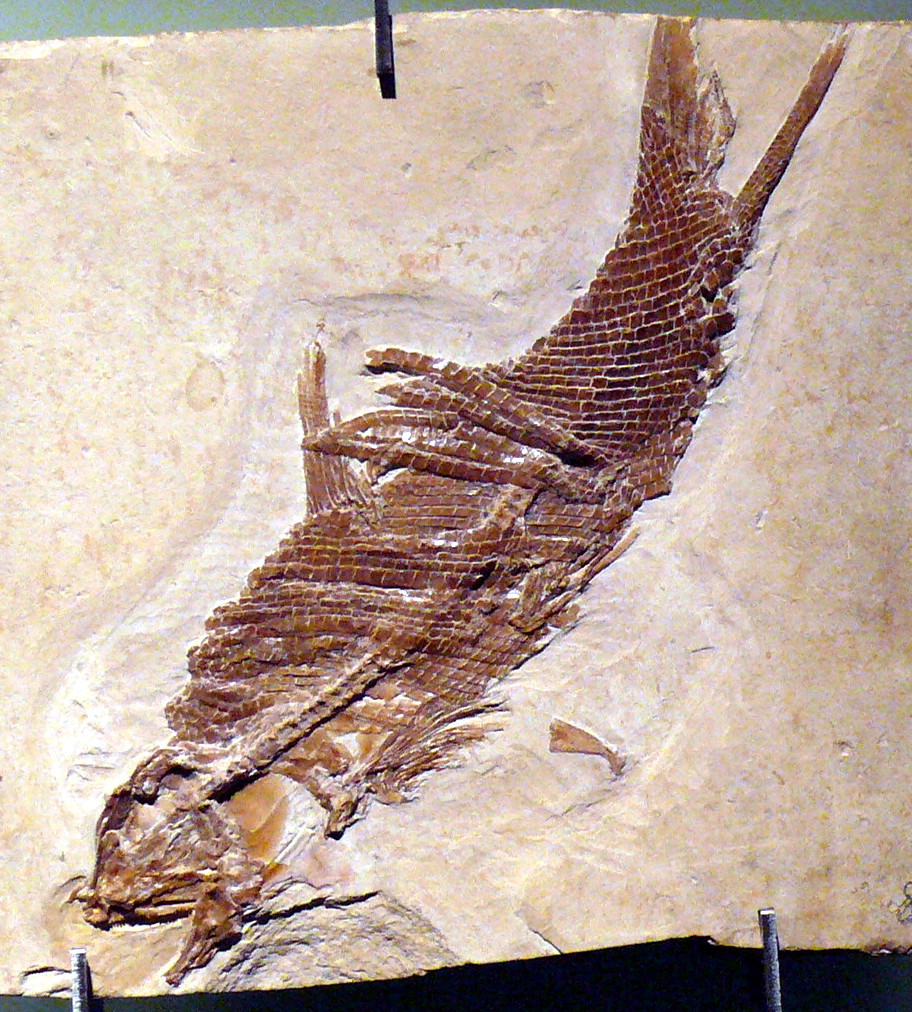
Fossile di Ophiopsiella procera
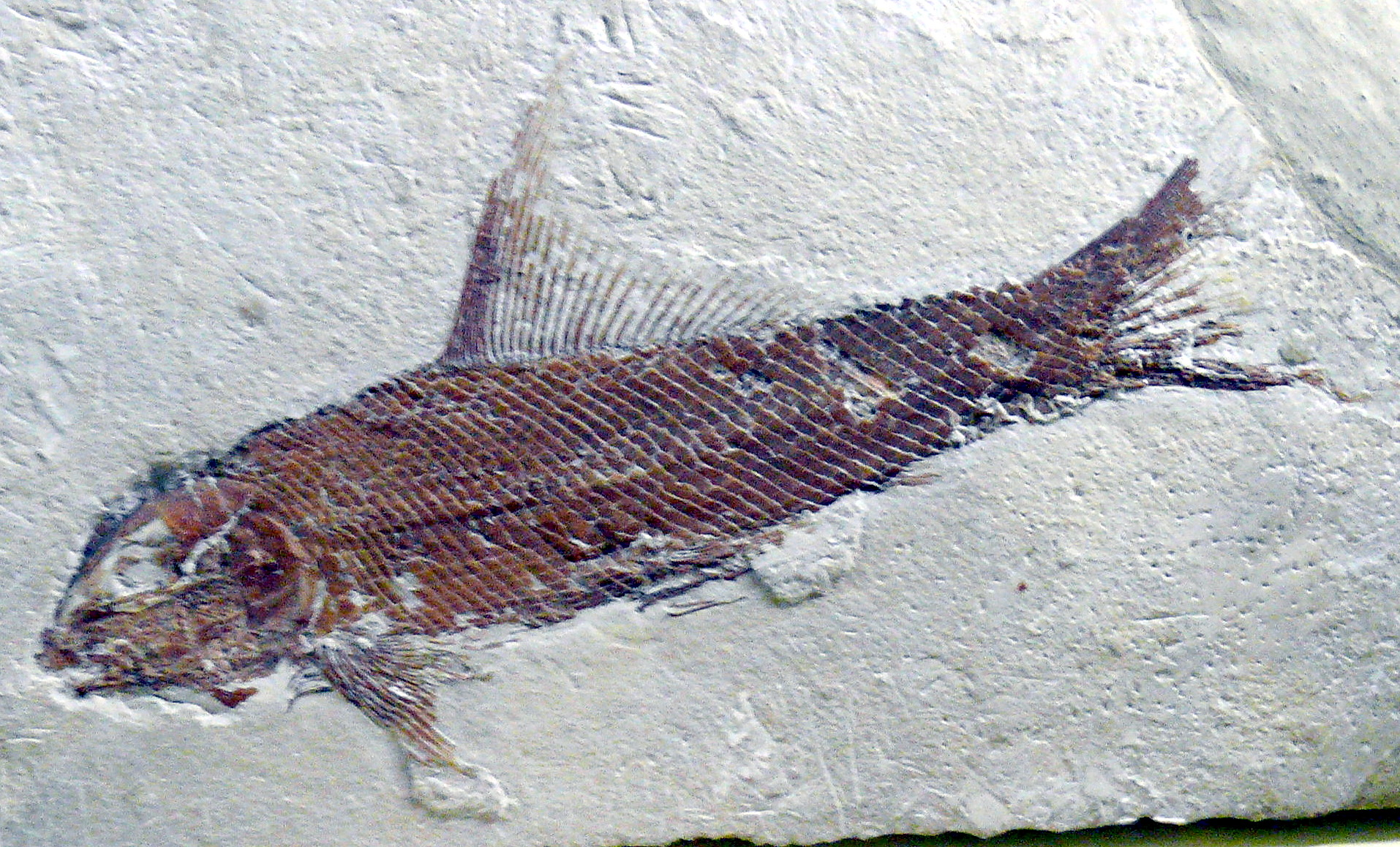
Fossile di Ophiopsiella attenuata
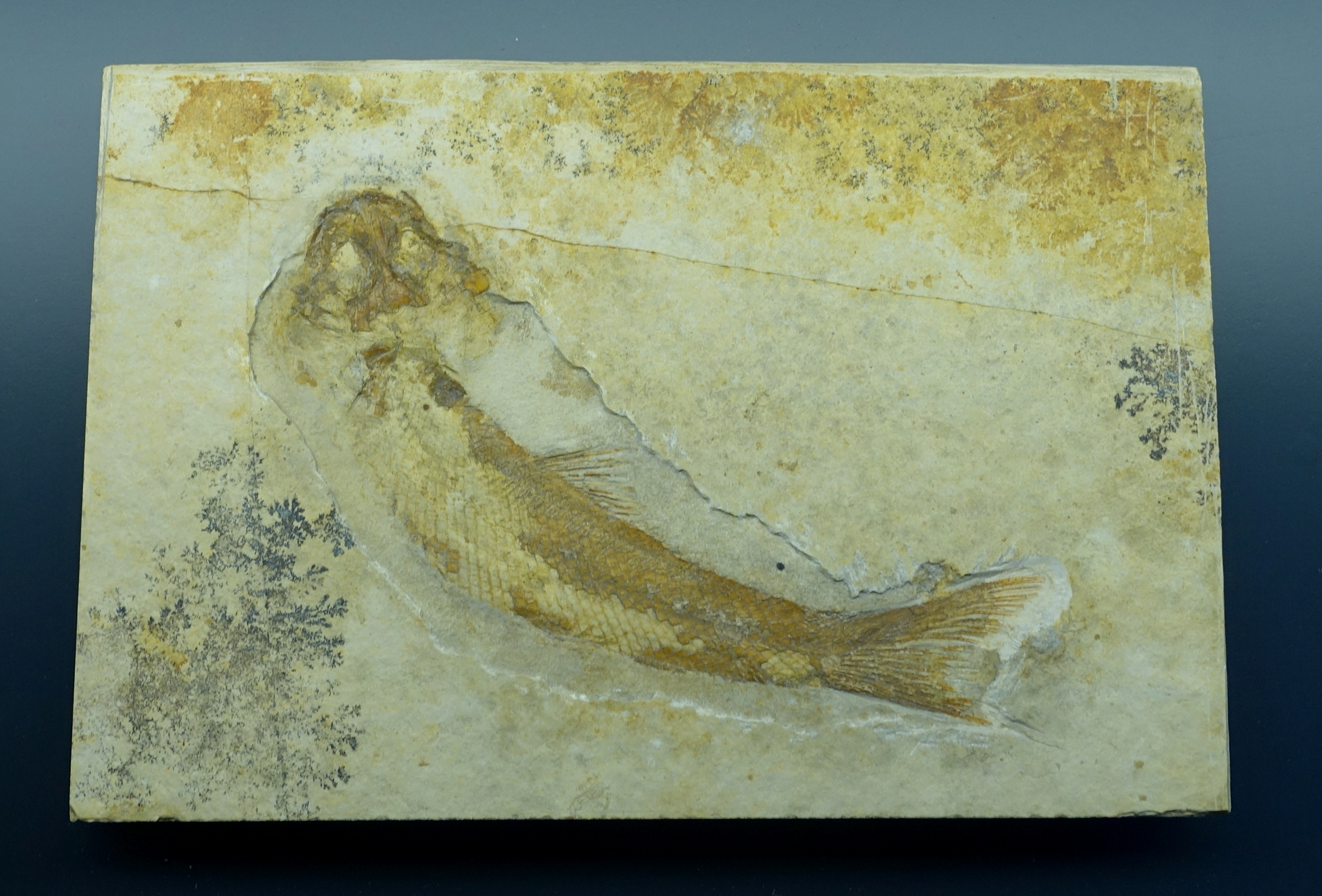
Fossile di Ophiopsiella procera